# Султан Махмуд-хан
Султан Махмуд-хан (узб. Sulton Mahmudxon; д/н — 1842) — 12-й хан Кокандського ханства в квітні-травні 1842 року.

## Життєпис
Походив з династії Мінгів. Один з молодших синів кокандського володаря Умар-хана. Його матір'ю була Махлар-оім, відома поетеса. Дата народження невідома. Отримав титул бека.
Набув військового досвіду в походах проти заколотників в Каратегін та Дарвазі. З кінця 1830-х років інтригував проти свого брата Мухаммед Алі, кокандського хана. При цьому сам перебував в Шахрисабзі, де оженився на доньці місцевого намісника. Султан Махмуд-бека підтримували деякі впливові сановники та військовики. Невдовзі Махмуд-Ходжа-дадха, очільник фортеці Нау, та низка військовиків звернулися до нього з пропозицією посісти трон.
Султан Махмуд не був певним, тому звернувся по допомогу до бухарського еміра Насрулли. Останній для підготовки нападу на Коканд надав Султан Махмуд-беку міста Урметан, Фалгар і Матчу. Восени 1841 року бухарські війська атакували Кокандське ханство, швидко захопили важливу фортецю Йом. Біля Ура-Тюбе і худжанда кокандська армія зазнала важких поразок. Складна внутрішня ситуація в Бухарі змусила Насруллу укласти мир з Мухаммед Алі-хана, за яким, зокрема Султан-Махмуд отримав місто Худжанд та фортецю Нау.
Під тиском знаті Мухаммед Алі почав перемовини з братом Султан Махмудом-беком. За посередництвом матері відбувся поділ Кокандського ханства. При цьому Султан Махмуд-бек отримав Худжанд, Курама, Туркестан і Ташкент, землі до Ауліа-Ата. Своєю резиденцією Султан Махмуд-бек обрав Ташкент.
Але це суперечило домовленостям з Насруллою, за якими Ташкент мав перейти до бухарського еміра. Останній у відповідь 1842 року зібрав потужне військо, яке швидко пройшло кокандськими землями. За цих обставин Мухаммед-Алі наприкінці квітня або на початку травня передав трон Султан-Махмуд-беку. Той намагався організувати оборону Коканда, штурм якого почався 12 травня. Оборона тривала протягом тижня, але внаслідок зради ворог увірвався до столиці. Султан-Махмуд-хан вирішив відступати до Узгенду. Втім схоплений зрадниками в місцевості Карасув. Відправлений до Коканду, де між 25 та 30 травня 1842 року разом з братом і матір'ю страчений. Намісником було поставлено бухарця Ібрагіма. Але невдовзі того було повалено Шералі-ханом.